# 射光杆菌属
射光杆菌属为弧菌科的一个属。该属的模式种为哈氏射光杆菌（Lucibacterium harveyi）。
射光杆菌属是弧菌属（Vibrio）的异名。

## 下属物种
- 哈氏射光杆菌 Lucibacterium harveyi (Johnson and Shunk 1936) Hendrie et al., 1970，也称哈佛透明杆菌